# Drohiczyn (stacja kolejowa)
Drohiczyn (biał. Драгічын, ros. Дрогичин) – stacja kolejowa w miejscowości Pirkowicze, w rejonie drohiczyńskim, w obwodzie brzeskim, na Białorusi. Leży na linii Homel - Łuniniec - Żabinka. Nazwa pochodzi od pobliskiego miasta Drohiczyna.
Stacja istniała przed II wojną światową.